# یواس‌اس اسپایک‌فیش (اس‌اس-۴۰۴)
یواس‌اس اسپایک‌فیش (اس‌اس-۴۰۴) (به انگلیسی: USS Spikefish (SS-404)) یک زیردریایی بود که طول آن ۳۱۱ فوت ۶ اینچ (۹۴٫۹۵ متر) بود. این زیردریایی در سال ۱۹۴۴ ساخته شد.